# Sul Amazonense
Sul Amazonense is een van de vier mesoregio's van de Braziliaanse deelstaat Amazonas. Zij grenst aan de deelstaten Acre in het zuidwesten, Rondônia in het zuiden en Mato Grosso in het zuidoosten en de mesoregio's Centro Amazonense in het oosten en noorden en Sudoeste Amazonense in het westen. De mesoregio heeft een oppervlakte van ca. 474.022 km². Midden 2004 werd het inwoneraantal geschat op 240.055.
Drie microregio's behoren tot deze mesoregio:
- Boca do Acre
- Madeira
- Purus

Mesoregio's: Centro Amazonense · Norte Amazonense · Sudoeste Amazonense · Sul Amazonense

Microregio's: Alto Solimões · Boca do Acre · Coari · Itacoatiara · Japurá · Juruá · Madeira · Manaus · Parintins · Purus · Rio Negro · Rio Preto da Eva · Tefé